# Ricardo Tarno
Ricardo Tarno Blanco est un homme politique espagnol né le 20 mai 1966 à Séville, en Andalousie.

## Biographie
Ricardo Tarno Blanco est membre du Parti populaire, parti dont il a dirigé la section provinciale de Séville. Il a exercé différentes fonctions électives sous cette étiquette au niveau local, provincial et régional. Il a siégé à deux reprises en qualité de conseiller municipal à la mairie de Séville, de 1995 à 1996, puis de 2003 à 2005. Il est ensuite élu député à l'assemblée provinciale de la province de Séville (la Diputación de Sevilla), où il siège de 1999 à 2001. En 2000, il est élu député au Parlement d'Andalousie, charge qu'il abandonne en 2008. Parallèlement à ces activités politiques, il est nommé directeur général de l'Institut de la jeunesse entre 1996 et 1998.
Il est élu député de la province de Séville en 2008, et entre ainsi au Congrès des députés pour la première fois. Il siège depuis lors dans trois commissions parlementaires : la commission de l'intérieur, la commission de l'équipement et la commission mixte des relations avec le Défenseur du peuple, commission dont il est le porte-parole .
Marié, il est père de deux enfants.